# Adobe Creative Cloud
Adobe Creative Cloud — набір міжплатформених програм від Adobe Systems, що розповсюджуються за передплатою, який надає користувачам доступ до колекції програмного забезпечення для графічного дизайну, редагування фото і відео, веброзробки, а також доступу до хмарних послуг. Хмару розміщено на Amazon Web Services.

## Додатки
Adobe Creative Cloud зберігає багато з особливостей Adobe Creative Suite і надає нові можливості; наприклад, миттєве застосування оновлень, збереження даних у хмарі  і простий обмін. Перелік додатків доступних як окремо так і у вигляді пакета:
- Adobe Photoshop — графічний редактор
- Adobe Photoshop Lightroom — обробка, редагування і каталогізація фотографій
- Adobe Illustrator — векторний графічний редактор
- Adobe InDesign — комп'ютерна верстка
- Adobe Premiere Pro — нелінійний відеомонтаж
- Adobe After Effects — редагування відео і композітінг
- Adobe Dreamweaver — WYSIWYG HTML-редактор
- Adobe Muse — графічний WYSIWYG HTML-редактор
- Adobe Flash Professional — flash-анімація
- Adobe Acrobat Pro — PDF-редактор
- Adobe Audition — аудіоредактор
- Adobe Bridge — файловий менеджер всіх компонентів Adobe
- Adobe Edge Animate — HTML5-анімація
- Adobe Edge Code — простий HTML-редактор
- Adobe Edge Inspect — * Adobe Edge Reflow — розробка адаптивного вебдизайну
- Adobe Fireworks — графічний редактор для web і додатків
- Adobe Flash Builder — IDE для RIA
- Adobe InCopy — професійний текстовий процесор
- Adobe Prelude — відеоредактор
- Adobe Media Encoder — * Adobe Scout — * Adobe SpeedGrade — програма для професійної кольорокорекції
- Adobe Story Plus — * Adobe PhoneGap Build — * Adobe Prelude Live Logger —